# Unité urbaine de Trangé
L'unité urbaine de Trangé est une unité urbaine française qui fait partie du département de la Sarthe et de la région Pays de la Loire.

## Données globales
En 2010, selon l'Insee, l'unité urbaine de Trangé est composée de deux communes, toutes les deux situées dans le département de la Sarthe, plus précisément dans l'arrondissement du Mans.
Dans le nouveau zonage de 2020, le périmètre est identique.

## Composition de l'unité urbaine en 2020
Elle est composée des deux communes suivantes :
| Nom                   | Code Insee | Département | Statut       | Superficie (km2) | Population (dernière pop. légale) | Densité (hab./km2) | Modifier                                    |
| --------------------- | ---------- | ----------- | ------------ | ---------------- | --------------------------------- | ------------------ | ------------------------------------------- |
| Trangé (ville-centre) | 72360      | Sarthe      | ville-centre | 11,11            | 1 639 (2022)                      | 148                | modifier les données · modifier les données |
| Chaufour-Notre-Dame   | 72073      | Sarthe      | banlieue     | 11,19            | 1 164 (2022)                      | 104                | modifier les données · modifier les données |

## Évolution démographique
L'évolution démographique ci-dessus concerne l'unité urbaine selon le périmètre défini en 2020.
| 1968  | 1975  | 1982  | 1990  | 1999  | 2008  | 2013  | 2018  |
| ----- | ----- | ----- | ----- | ----- | ----- | ----- | ----- |
| 1 042 | 1 124 | 1 276 | 1 733 | 1 850 | 2 502 | 2 428 | 2 528 |

## Pour approfondir